# Barstar

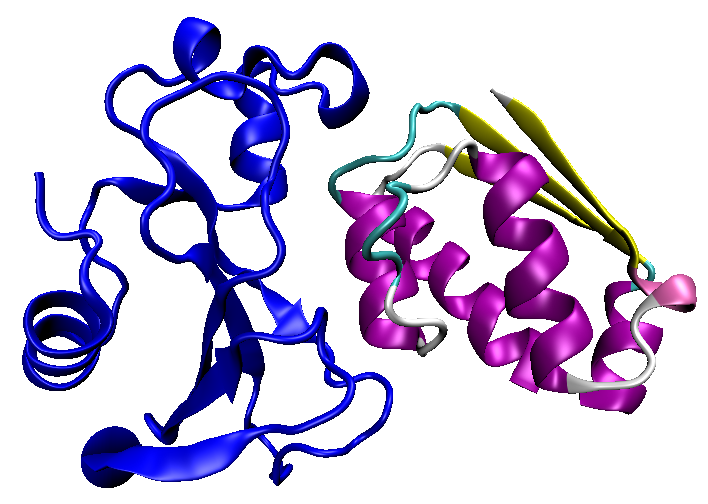
Complexe barnase-barstar de Bacillus amyloliquefaciens.
La barnase, enzyme inhibée par la barstar, est ici représentée en bleu.

La barstar est une petite protéine synthétisée par Bacillus amyloliquefaciens, une bactérie, afin d'inhiber l'activité ribonucléase de la barnase, une endonucléase également produite par la bactérie et qui lui serait fatale si elle était active à l'intérieur de la cellule. La barstar forme avec la barnase un complexe uni par une interaction protéine-protéine particulièrement forte, qui demeure jusqu'à ce que l'ensemble soit sécrété hors de la cellule,. La barstar couvre le site actif de la barnase, ce qui empêche cette dernière de dégrader l'ARN dans le cytoplasme de la cellule.